# Зулумарт (хребет)
Зулума́рт — гірський хребет в Таджикистані. Відноситься до гірської системи Паміру.
Простягається з півночі на південь. На сході опускається в долину озера Каракуль, на заході з'єднується з хребтом Белеулі, на південному заході — Північний Танимас, на півночі — із Заалайським хребтом. Найвища точка — пік Жовтневий (6780 м). На півночі та в центрі вкритий льодовиками. Тут знаходяться витоки річок Баландкіїк, Музкол, Байгашка.
У 2023 році перейменований владою Таджикистану на Паланггузар.